# Olivier odorant
Osmanthus fragrans
Pour un article plus général, voir Osmanthus.
Espèce
Classification phylogénétique
L'olivier odorant ou osmanthe parfumé, encore appelé olivier de Chine ou olivier à thé (Osmanthus fragrans Lour.), est une espèce de plantes à fleurs  de la famille des Oleaceae (comme l’olivier). C'est un arbuste à feuillage persistant de 3 à 10 m de haut, aux fleurs très parfumées, originaire d’Asie orientale.
En Asie, l’osmanthe parfumé est un arbuste ornemental très apprécié des jardiniers, pour ses fleurs qui exhalent des senteurs douces de fruits mûrs. La fleur est utilisée en parfumerie de luxe ou pour parfumer le thé ou le vin. Elle entre dans la préparation de divers mets comme les gâteaux, soupes, liqueurs, confitures et gelées. Les fleurs, fruits et racines sont aussi utilisés dans la pharmacopée traditionnelle chinoise.

## Étymologie et nomenclature

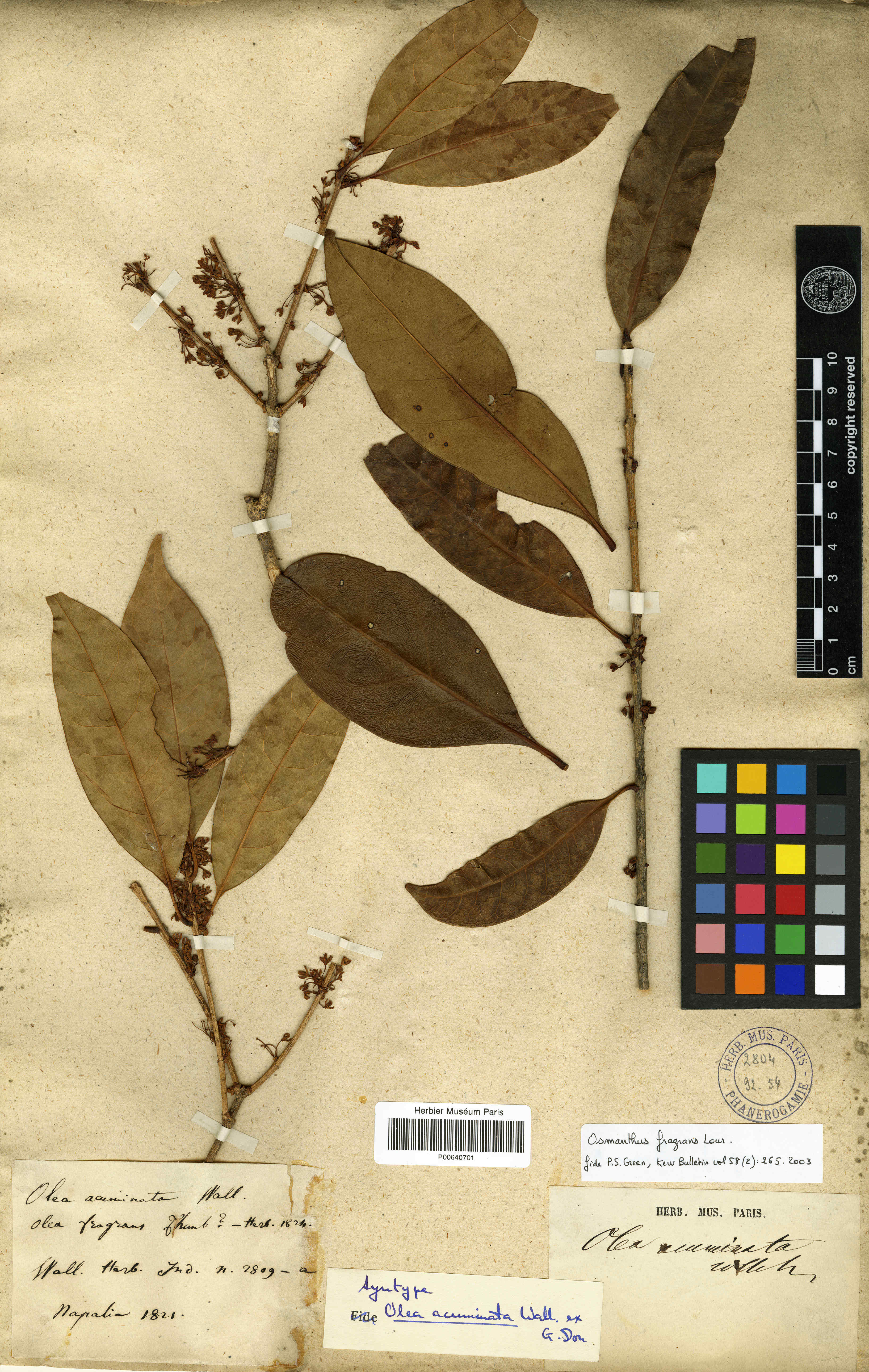
Spécimen dOlea acuminata (Osm. fragrans) récolté par N. Wallich en 1821 au Népal.

Le nom de genre Osmanthus est composé de deux étymons grecs οσμη - osmê « odeur » et ανθος - anthos « fleur », soit « fleur parfumée ». Ce genre a été créé par le botaniste João de Loureiro en 1790.
L’épithète spécifique fragrans est emprunté au latin fragans « odorant, parfumé ».
Le missionnaire portugais João de Loureiro (1710?- 1791), botaniste et astronome, qui séjourna à Goa et Macao puis en Cochinchine, fit paraître en 1790 une Flora cochinchinensis qui fit sensation dans le milieu des botanistes européens. Il y décrit dans la nomenclature de Carl Linné, l’espèce l’Osmanthus fragrans, un arbuste qu'il signale fréquent en Chine mais qu’on trouve aussi dans les jardins en Cochinchine.
L’espèce fut par la suite décrite indépendamment par d’autres botanistes sous d’autres épithètes spécifiques ou même d’autres genres, comme Olea (olivier) ou Notolaea. Ces dénominations sont qualifiées de synonymes en fonctions des règles nomenclaturales.

## Synonymes
Selon Flora of China et The Plant List les synonymes taxinomiques sont
- Notelaea posua D.Don
- Olea acuminata Wall. ex G.Don
- Olea buchananii Lamb. ex D.Don
- Olea fragrans Thunberg ex Murray[4].
- Olea ovalis Miq.
- Olea posua Buch.-Ham. ex D.Don [Invalide]
- Osmanthus acuminatus (Wall. ex G.Don) Nakai
- Osmanthus asiaticus Nakai
- Osmanthus aurantiacus (Makino) Nakai
- Osmanthus intermedius Nakai
- Osmanthus latifolius (Makino) Koidz.
- Osmanthus ovalis Miquel;
- Osmanthus longibracteatus HT Chang;
- Osmanthus macrocarpus PY Bai.

## Description

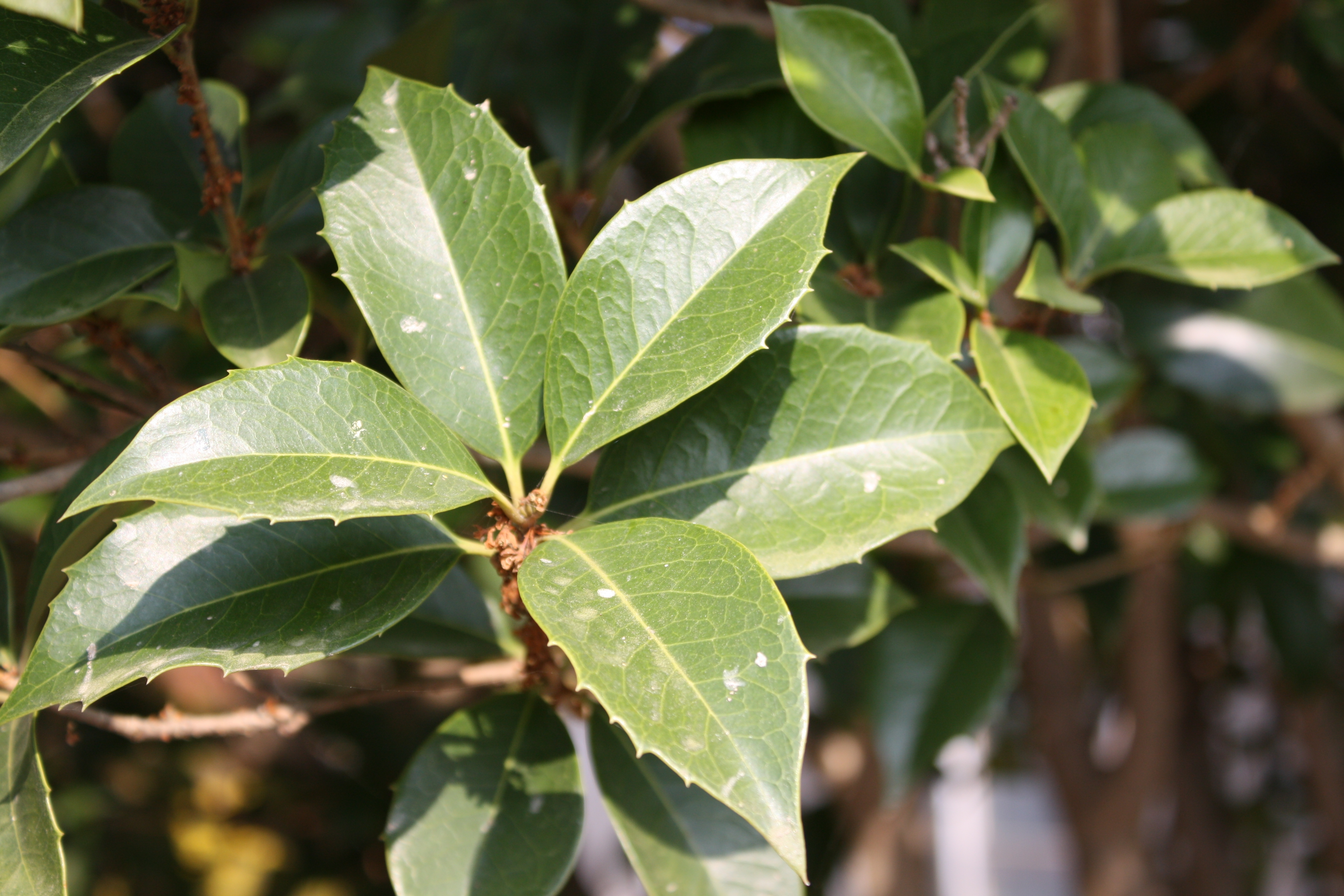
Feuilles d’O. frangrans bord serreté.

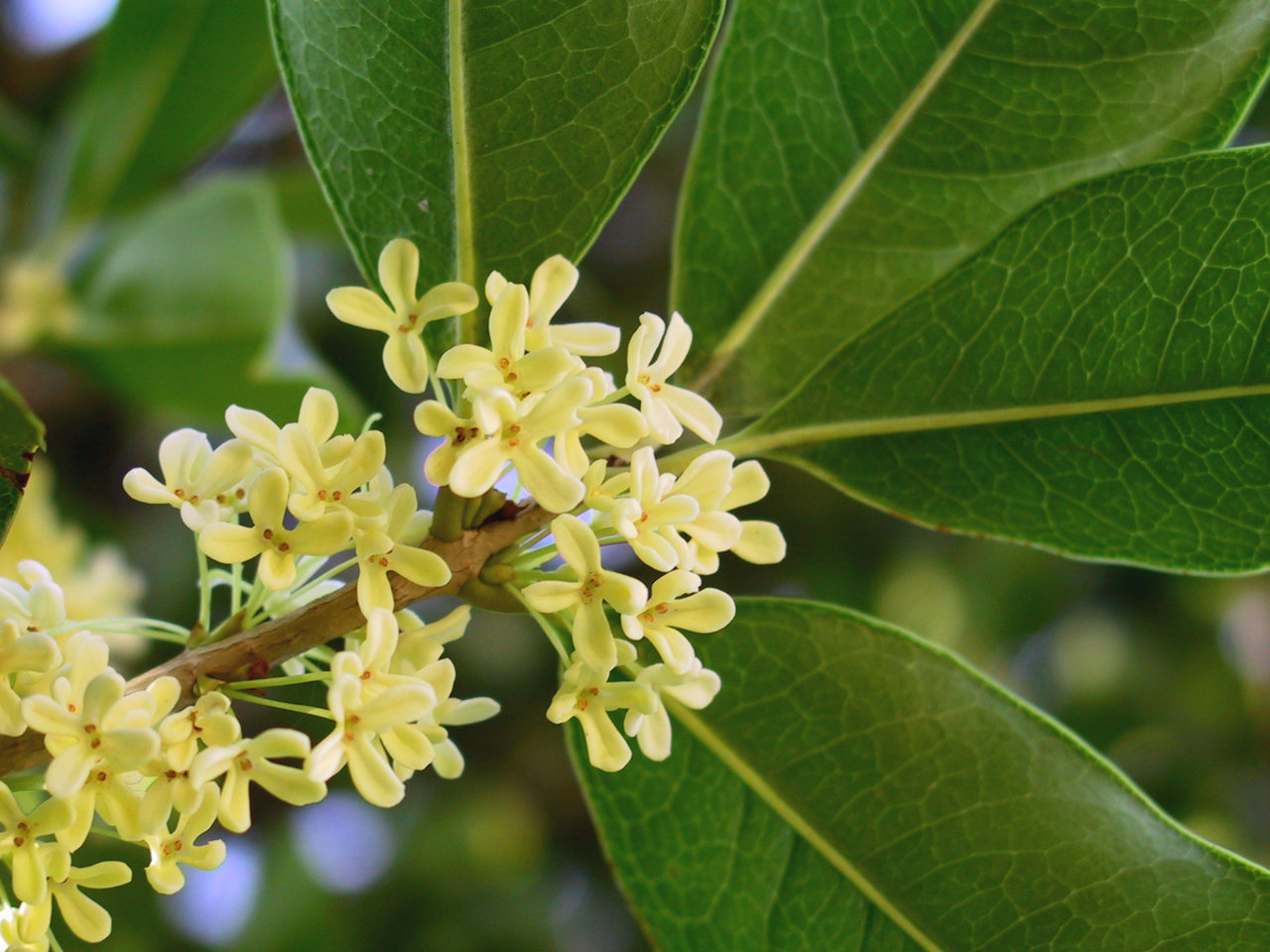
Fleur d’O. frangrans.

Osmanthus fragrans  est un arbuste (parfois un arbre), à feuilles persistantes, de 3 à 5 (−10) m de haut.
Les feuilles opposées, portées par un pétiole de 0,8 à 1,2 cm, possèdent un limbe elliptique à elliptique-lancéolé, de 7 à 14 cm de long sur 2,6 à 4,5 cm de large, coriace, face supérieure vert foncé, à base cunéiforme, au bord entier ou généralement serreté le long de la moitié distale, à apex acuminé.
L’inflorescence est une cyme, apparaissant à l’aisselle des feuilles, portant de nombreuses fleurs. Les pédicelles font de 4 à 10 mm. La corolle ivoire, jaune pâle, jaune (orange chez certains cultivars), de 3–4 mm, comporte un tube de  1 mm et 4 lobes. Les 2 étamines sont attachées au milieu du tube de la corolle. Les fleurs émettent un parfum intense et doux. Le système reproducteur est caractérisé par la coexistence de pieds de fleurs mâles et de pieds porteurs de fleurs hermaphrodites, système qualifié d’androdiécie.
Le fruit est une drupe violet-noir, ellipsoïde, de 1–1,5 cm, comestible, ressemblant à une petite olive.
Les fleurs apparaissent à la fin de l'été début de l’automne, soit en septembre-octobre. La floraison est courte et dure environ 10 jours,.

## Distribution
Les botanistes de eFloras.org ont longtemps pensé que l’osmanthe parfumé est originaire des zones subtropicales de l'Himalaya du Gurwhal au Sikkim et à travers la Chine (Guizhou, Sichuan, Yunnan.) jusqu'au Japon, où on le nomme kinmokusei (金木犀). Ailleurs, il serait cultivé.
Cette aire distribution naturelle donnée par Flora of Pakistan, est remise en cause par la découverte récente de populations naturelles au sud du bassin du Yangtze (Zhao, Hao et Hu, 2015).
Ses dernières décennies la surexploitation des ressources sauvages a causé de graves dommages aux milieux naturels, entraînant une forte réduction de l'aire de répartition d’origine et une forte diminution de la taille et du nombre de populations. À l'exception de certaines zones protégées, de sites pittoresques et de zones montagneuses reculées, il est devenu difficile de trouver des parcelles d'osmanthes sauvages. Les zones nouvellement découvertes sont dans le Fujian, le Jiangxi, la plupart du Hunan, le sud du Zhejiang, le nord du Guangxi, le nord du Guangdong, le nord et l'est du Guizhou, etc. En combinant les écrits et l’enquête de terrain, il peut être proposé que l’aire de répartition naturelle d’origine de l’Osmanthus fragrans se situe dans les montagnes subtropicales au sud du bassin du fleuve Yangtze, au nord des monts Nanling et à l’est du centre du Guizhou.
L’osmanthe parfumé pousse dans les zones chaudes et humides, situées en général dans des montagnes calcaires près des cours d’eau.
En Chine l’osmanthe parfumé est largement cultivé dans la zone subtropicale s’étendant du nord des monts Nanling (南岭) au sud de la ligne formée par les monts Qinling (秦岭) et la Huai He (淮河). Les cinq régions de renommée nationale sont Hangzhou (dans le Zhejiang), Suzhou (dans le Jiangsu), Xianning (dans le Hubei), Guilin (dans Guangxi) et Chengdu (dans le Sichuan). À Guilin dans la province de Guangxi, il pousse principalement le long de la rivière Li et de la forêt de rochers (pics montagneux de calcaire). C'est de cet arbre que la région a obtenu ce nom : en chinois « Guìlín » (桂林) signifie « la forêt d'osmanthes ».
L’osmanthe parfumé est largement cultivé en Asie. Il a été introduit en Europe, dans les jardins de Kew en Angleterre, sous le nom de Olea fragrans mais cette introduction n’a pas survécu.

## Utilisations
Cet arbuste chinois est principalement utilisé en Asie orientale.
Son nom normalisé chinois est mùxī 木犀, mais il possède aussi des noms vernaculaires comme 桂花 guìhuā, 梫 qǐn, 月桂 yuèguì.
Le terme guìhuā (桂花), qui morphologiquement s’analyse comme « fleur d'osmanthus fragrans » ou « fleur de cassia » (car guì 桂 peut également être traduit par cannelier), est par métonymie, le terme le plus usuel pour désigner l’espèce Osmanthus fragrans. Donc suivant le contexte, guìhuā 桂花 s’interprète comme « fleur d’olivier odorant » ou (pied d’) « olivier odorant ».
Dans certaines régions d'Inde du Nord et au Népal, il est connu sous les noms de सिलंग (Silaṅg) en kumaoni et en hindi, de सिरिङ्गे (Siriṅge) en népali et de Tungrung en lepcha. L'osmanthe parfumé y est cultivée comme plante ornementale pour le parfum de ses fleurs, qui sont particulièrement utilisées dans l'état d'Uttarakhand en tant que répulsif à insectes sur les vêtements.

### Usage ornemental

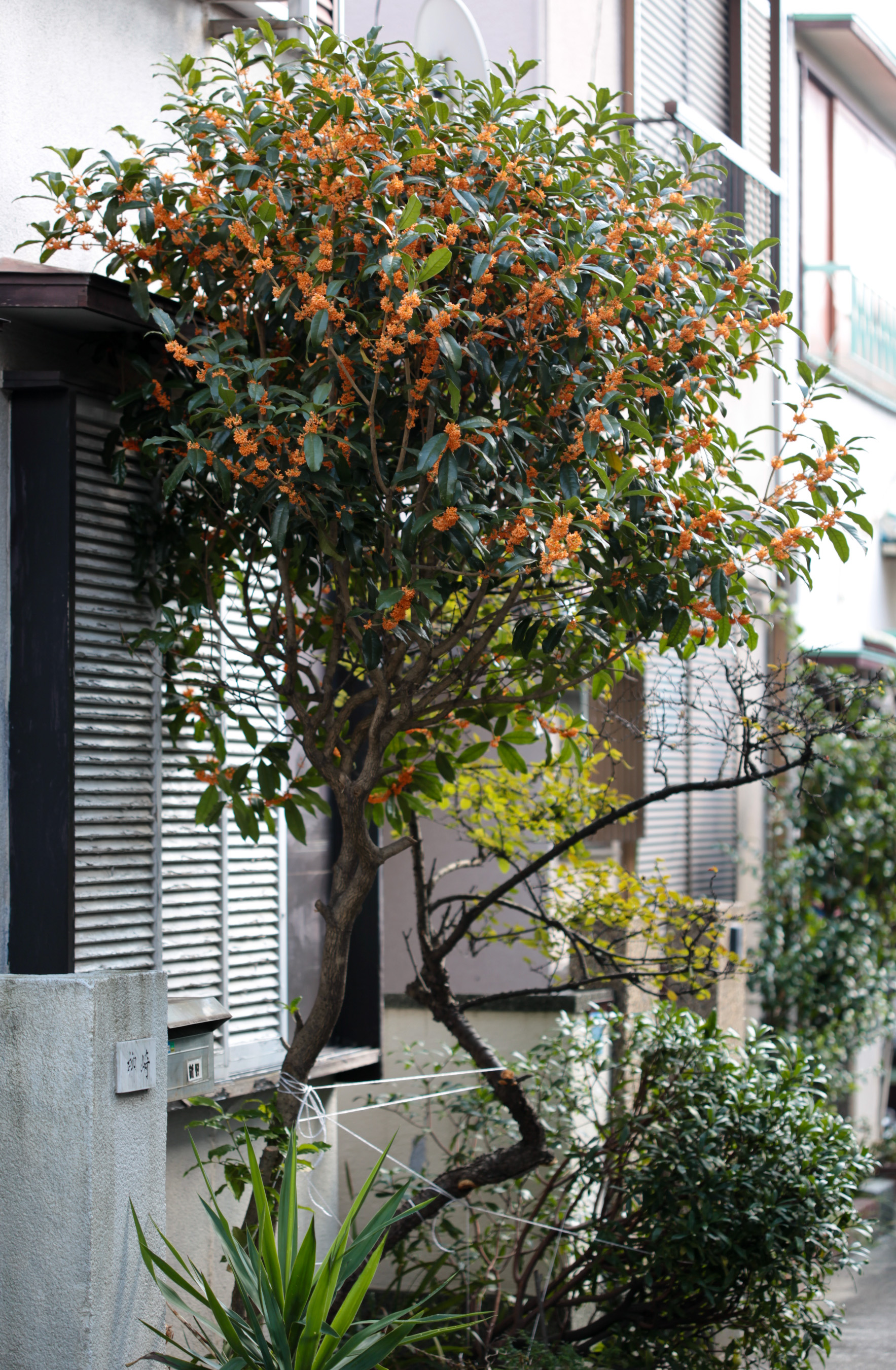
Osmanthus en fleur (Japon)

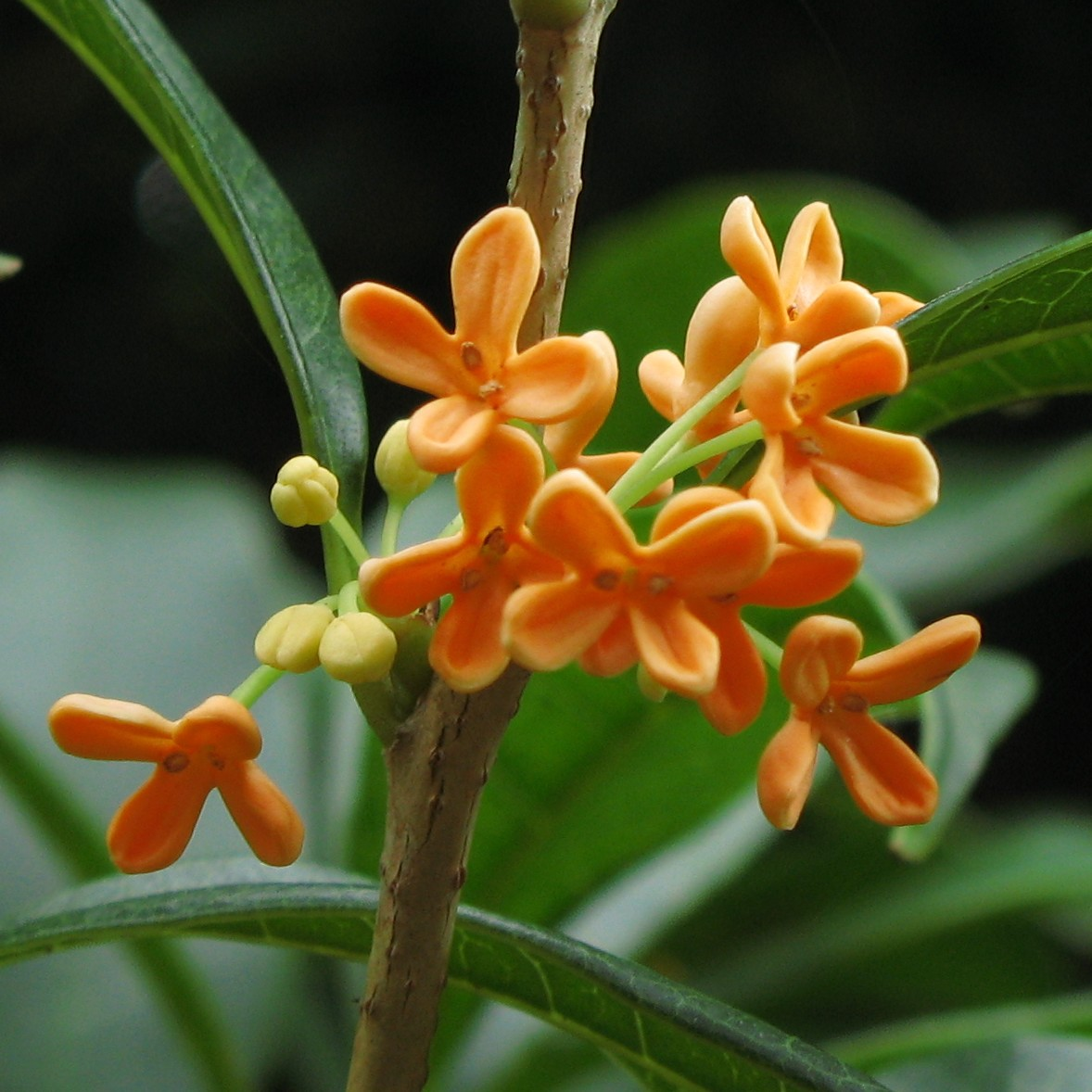
Osmanthus, Groupe auriantiacus.

On cultive l’osmanthe parfumé comme plante ornementale dans les jardins tant en Asie qu'en d'autres parties du monde, en raison du parfum délicieux de ses fleurs, qui se rapproche pour certains de l'odeur de pêches mûres ou d'abricot et pour d’autres d’une odeur acidulée fruitée pouvant rappeler celle du jasmin. Deux beaux exemplaires se trouvent dans le jardin public de Menaggio, sur les rives du Lac de Côme, en Lombardie.
Dans le sud de la Chine, cet arbre est utilisé le long des trottoirs dans certaines grandes villes (Zhuhai, Jingzhou...), permettant à la fois de protéger les passants du soleil, en raison de leur largeur et de leur épais feuillage, mais aussi d’embaumer les rues.
La plante est semi-robuste et tolère des gelées modérées, mais ne survit pas à des gelées intenses. Elle est adaptée aux régions subtropicales humides, avec une température moyennes de 14 à 28 °C et une température moyenne en janvier supérieure à 0 °C[réf. nécessaire].
. L'humidité est extrêmement importante pour la croissance et le développement d'Osmanthe parfumé. Il lui faut une humidité annuelle moyenne de 75 % à 85 % et des précipitations annuelles d' environ 1 000 mm.
L’osmanthe parfumé possède de nombreux cultivars. En France, les plus connus sont :
- Osmanthus fragrans var aurantiacus est une variété assez rare aux fleurs couleur abricot.
- Osmanthus fragans, var aurantiaca ‘Makino’ est utilisé en parfumerie
- Osmanthus fortunei x, est un hybride de O.fragans x O. heterophyllum. Ses belles feuilles font penser à un houx peu épineux.

Sa rusticité relative, pas moins de −8 °C sur de courte période, le réserve en Europe aux régions à hiver doux.
En Chine, il existerait 189 variétés naturelles ou artificielles que les horticulteurs classent en 4 (ou parfois 5) groupes, :
1. Groupe asiaticus ou osmanthes des quatre saisons (四季桂 sijigui) : les feuilles nouvelles sont rouge foncé, les nervures secondaires sont presque perpendiculaires à la nervure principale, les fleurs vont du jaune clair au jaune citron, le parfum est moins fort que celui les autres variétés, la floraison a lieu toute l’année sauf les été très chauds, exemples 月月桂 Yuèyuèguì,日香桂 Rìxiāngguì, etc.
2. Groupe auriantiacus ou osmanthes cinabre (丹桂 dangui) : arbustes dioïques, à couronne sphérique, la fleur est rouge orangé, cinabre, la période de floraison va de fin septembre à début octobre, exemples : 大花丹桂 Dahua dangui, 齿丹桂 chidangui etc.
3. Groupe luteus ou osmanthes dorés (金桂 jingui) : les fleurs de couleur jaune d’or à jaune citron, dégagent un fort parfum, la floraison est en automne, exemple 晚金桂 wanjingui (tardif), 圆叶金桂 yuanjingui etc.
4. Groupe albus ou osmanthes argentés (银桂 yingui) : la marge des feuilles est ondulée, la fleur jaune (stérile) ou blanche, la floraison est en automne, exemples : 硬叶银桂 Yingyeyingui, 籽银桂 ziyingui etc.
5. groupe coloré, osmanthes aux feuilles colorées

### Arboriculture

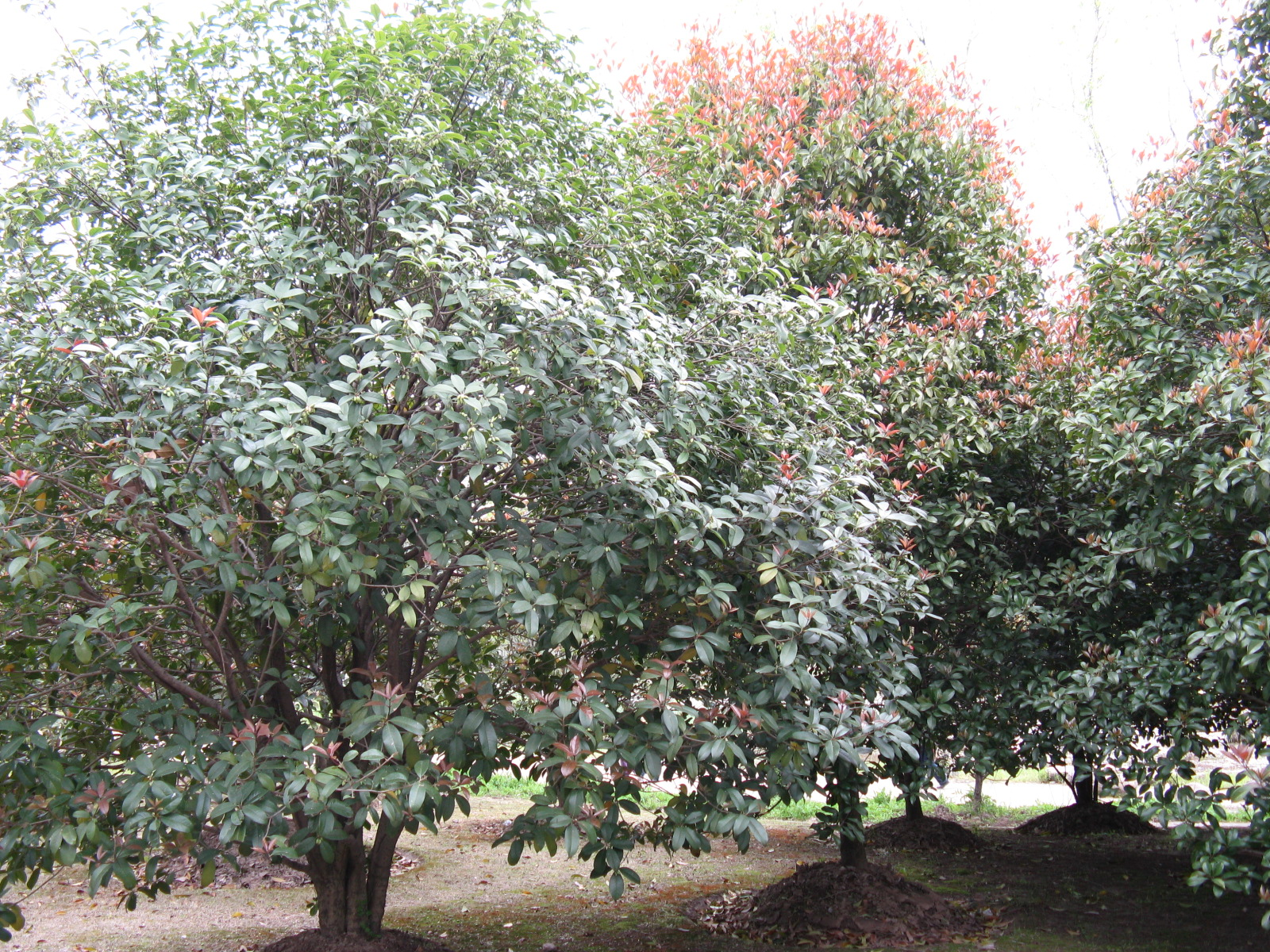
Arboriculture d’osmanthes parfumés

Les osmanthes parfumés sont cultivés en Chine depuis l’Antiquité. Les arboriculteurs cultivent ce petit arbre, de la taille d’un pommier, en verger d‘osmanthes, au sud du Fleuve Jaune et au sud-ouest du Guangdong ou en pots en serres froides dans les régions plus froides[réf. nécessaire].
C’est une plante à jour long qui pousse dans zone bien ensoleillées, et bien drainées, dans un terrain légèrement acide (au pH de 5,5–6,5).
Parmi les quatre grandes variétés (Jingui, Yingui, Dangui et Siji Gui), le jingui 金桂 Groupe luteus, a la plus grande valeur économique[réf. nécessaire]. À Taiwan, l’osmanthe des Quatre saisons est très planté. Plus de 95 % des arbres cultivés sont des arbres mâles, donnant des fleurs mais pas de fruit.
La culture des osmanthes demande des soins réguliers :  ils doivent être taillés, arrosés, fumés, traités contre les maladies cryptogamiques comme anthracnose etc.
La cueillette à la main des fleurs est un travail minutieux, demandant de la main-d’œuvre, qui doit être fait exactement durant une période de floraison qui est très courte (4-5 jours). Les fleurs fraichement cueillies au parfum sucré sont cependant amères en bouche, en raison de la présence de tanins. Elles doivent être longuement traitées pour réduire l’astringence. La méthode d’élaboration consiste à faire des fleurs séchées (gan guihua 干桂花), du miel d’osmanthe (guihuami 桂花蜜), de la confiture d’osmanthe (guihua jiang 桂花酱) etc., autant de produits de base qui serviront ensuite à élaborer des confiseries, boissons, plats cuisinés pour la consommation.

### Usages culinaires
En Asie, l’osmanthe parfumé est couramment utilisé en condiment ou sous forme d’arôme. Il entre dans la préparation de divers mets comme les gâteaux, soupes, liqueurs, confitures et gelées. Les fleurs utilisées en infusion avec des feuilles de thé noir ou vert donnent un thé parfumé, le guìhuā chá (桂花茶, « thé aux fleurs d'osmanthus »).
En cuisine chinoise, on utilise les fleurs pour faire une confiture parfumée (guìhuā jiàng, 桂花醬), des biscuits sucrés (guìhuā gāo, 桂花糕), des ravioles (guìhuā jiǎozǐ, 桂花饺子), fourrée de boulettes de pâte), une recette de lapin (guìhuā tùròu 桂花兔肉), des soupes (guìhuā tāng, 桂花汤), et même une liqueur à l’osmanthe (guìhuā jiǔ, 桂花酒, et guihua chenjiu 桂花陈酒).
On trouve aussi des sachets de sucre vendus avec des fleurs séchées pour usage culinaire.
La confiture d'osmanthus entre dans la composition d'un gruau appelé chátāng (茶汤), fait avec de la farine de sorgho ou de millet et du sucre mélangés avec de l'eau bouillante. Ce plat est typique de la ville de Tianjin, dans le nord de la Chine.

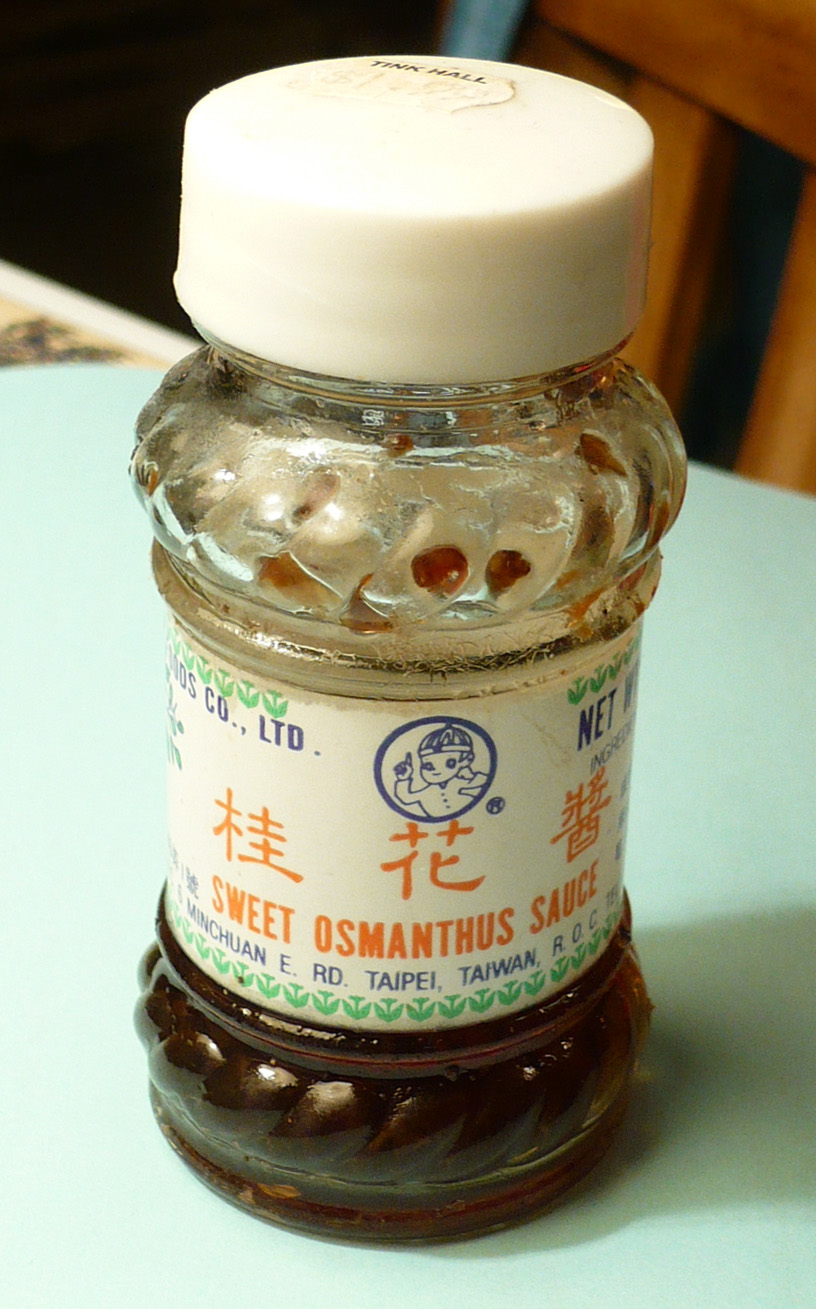
Confiture d’osmanthe parfumé.
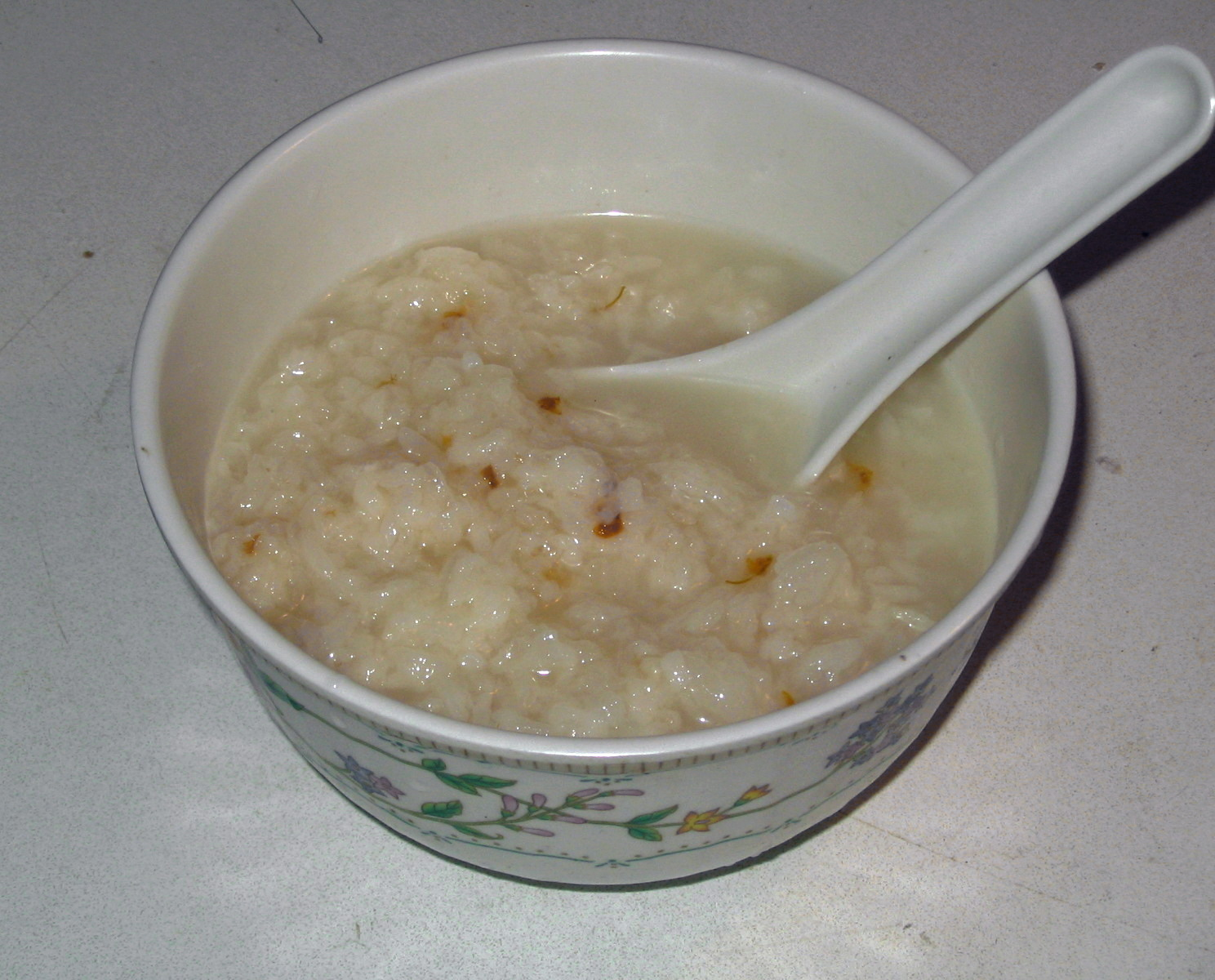
桂花醪糟 Riz glutineux à l’osmanthe parfumé.
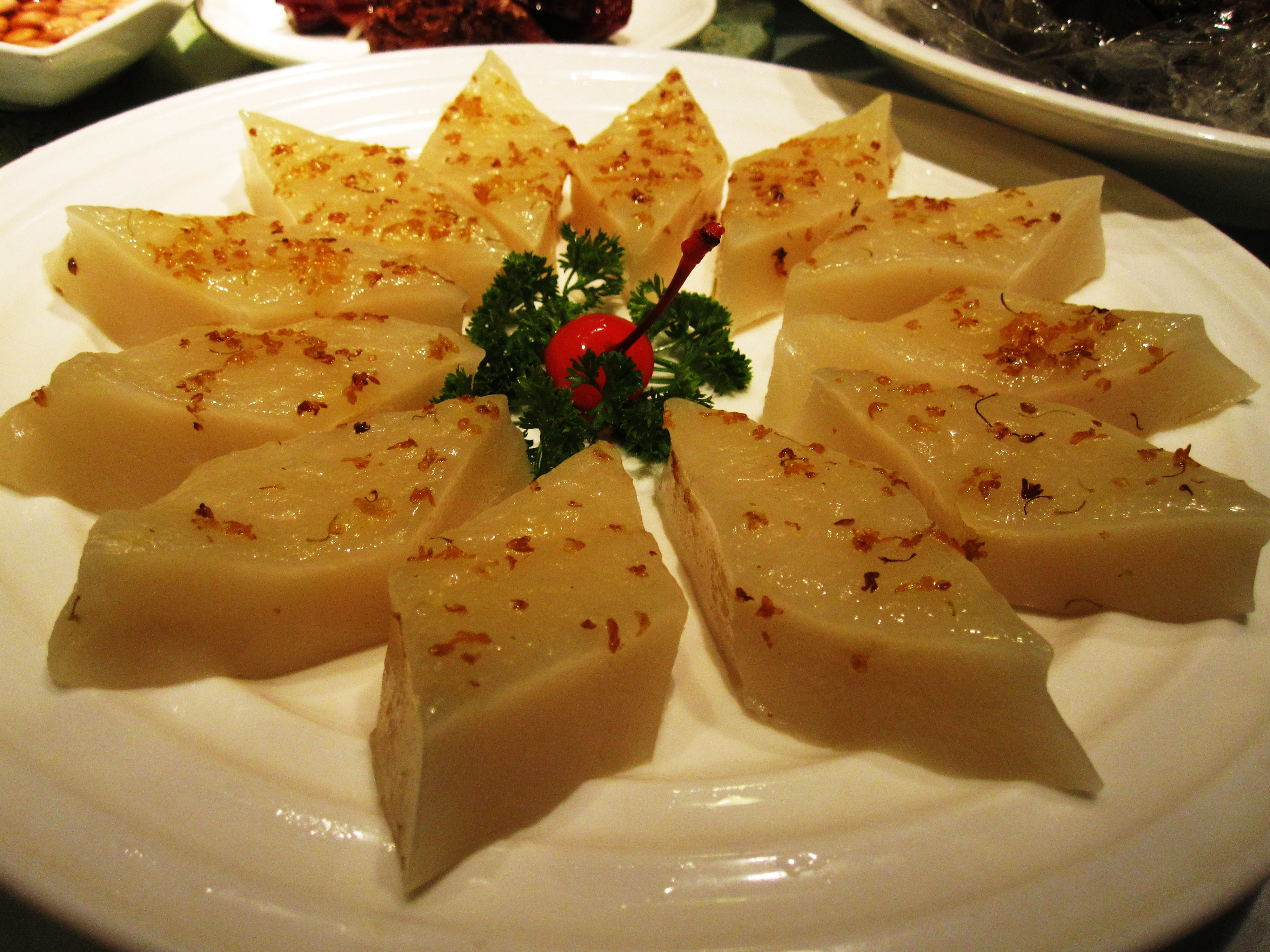
桂花糕, Gâteau de riz glutineux parfumé à l’infusion d’osmanthe.
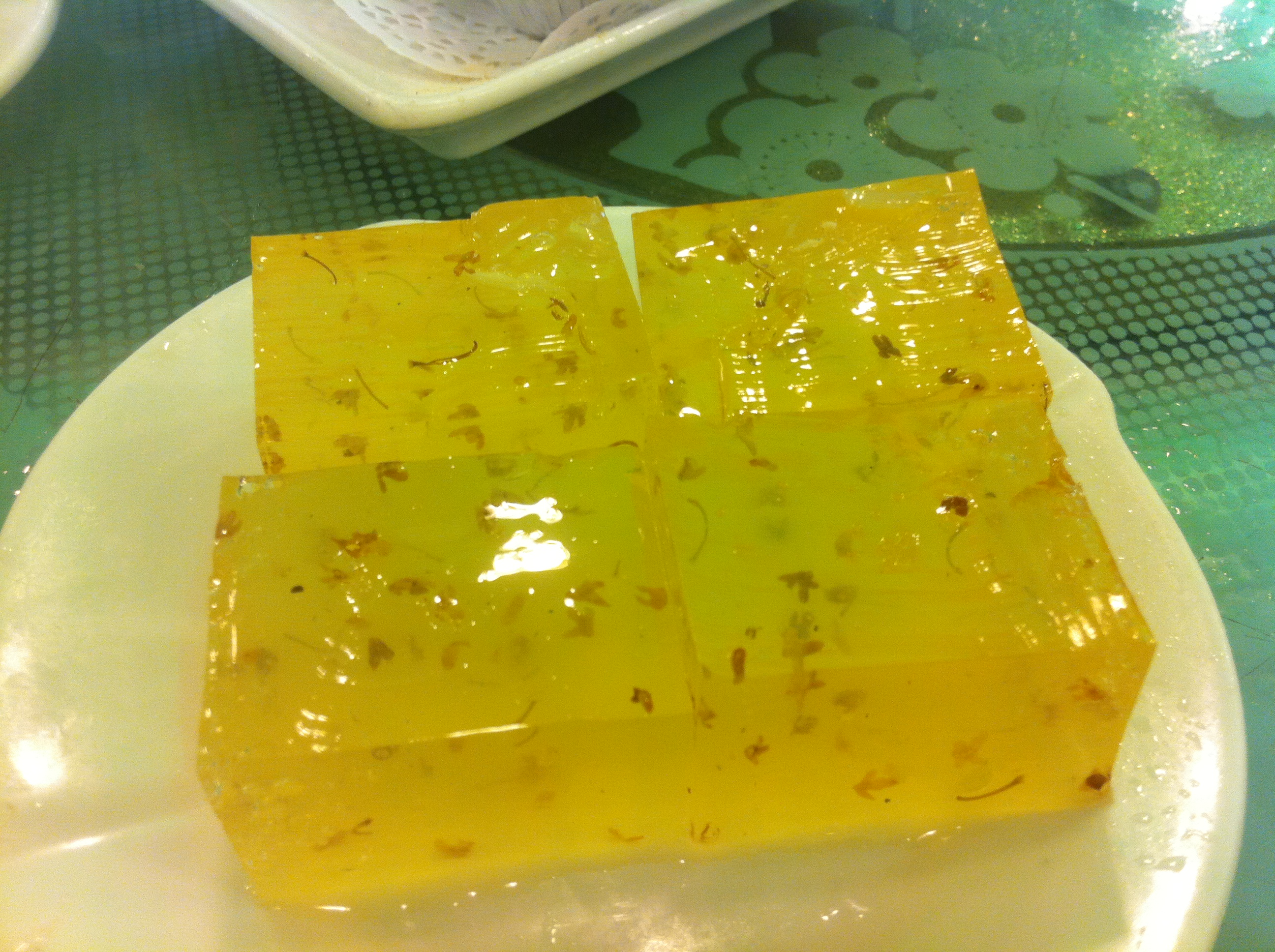
Osmanthus Jelly cake, Hong Kong.

### Usages en parfumerie
La fleur de l'osmanthus est utilisée pour la fabrication de la concrète et de l'absolue d'osmanthus (extrait obtenu à partir d’un résinoïde par extraction à l’éthanol) qui entrent dans la composition de parfums. Les fragiles composants odorants doivent être extraits de la fleur dans les 24 heures après la cueillette car elle fane très vite. La totalité des fleurs ne pouvant pas être traitée durant la courte floraison, les fleurs d'osmanthus sont conservées dans un bain de saumure, ce qui permet d'étendre la production de concrète sur une plus longue période.
L'osmanthus possède une odeur fleurie aux facettes fruitées pouvant rappeler l'abricot. La fleur est principalement utilisée en parfumerie fine. Elle rappelle aussi un peu l'odeur du jasmin.
Osmanthe Yunnan d'Hermès est un exemple de parfum soliflore à base d'osmanthus.

### Pharmacopée traditionnelle chinoise
Les fleurs, les fruits et les racines de l’osmanthe parfumé servent de matière médicale.
Nature des fleurs : piquant (辛 xin), tiède (温 wen)
Nature des fruits : piquant (辛 xin), doux (甘 gan), tiède (温 wen).
Utilisé pour le mal de dents, la toux, les douleurs abdominales.

### Activités culturelles
L’osmanthe parfumé est associé à la Fête de la mi-automne (ou Fête de la lune) car c’est l’époque où il est en fleur. La liqueur d’osmanthe, le thé à l’osmanthe et les confiseries d’osmanthe sont traditionnellement consommés à cette occasion.
Selon un mythe chinois, un osmanthe parfumé pousse indéfiniment sur la lune que Wu Gang (吴刚) puni par son maître spirituel, devait abattre sans arrêt. L’idée est que « L’osmanthe de la lune fait 500 zhang de haut. Non seulement c’est un arbre sacré mais en plus il peut se remettre des coups de hache »[réf. nécessaire].
À la fin de la Chine impériale, l’osmanthe parfumé était associé aux examens impériaux qui se tenaient le 8e mois lunaire. Le chengyu (expression idiomatique quadrisyllabique), 蟾宫折桂 Chángōng zhé guì, « Dans le Palais du Crapaud, cassez (une branche de) l’osmanthe » signifie « réussir l’examen impérial », le Palais du Crapaud est le Palais de la Lune.
Dans la poésie et la chanson, l’osmanthe est en général associé à l’automne et à la lune.
La chanson folklorique « Partout le huitième mois, les fleurs d’osmanthe éclosent » (Bā yuè guìhuā biàndì kāi《八月桂花遍地开》) est apparue dans les monts Dabie dans les années 1920-1930, pour célébrer la création des soviets. L’Armée rouge chinoisee l’a par la suite répandu dans le pays. C’est une des chansons révolutionnaires les plus connues durant la période maoïste.
« L’allée des osmanthes » est un film adapté du roman de même nom de Xiao Lihong, romancière de Taiwan.